# Achém Jaia
Achém Jaia (Aceh Jaya) é uma kabupaten (regência) da província de Achém, na Indonésia. A capital é a cidade de Calang.